# Матнакаш
Матнака́ш (арм. մատնաքաշ) — армянский национальный хлеб из пшеничной муки различных сортов в форме толстой овальной или круглой лепёшки с эластичным крупнопористым мякишем и твёрдой корочкой.

## Процесс приготовления
Матнакаш выпекается из дрожжевого теста. В процессе приготовления тесто несколько раз обминают и отставляют, чтобы оно увеличилось в объёме в несколько раз. На конечном этапе приготовления поверхность теста смазывают заваренной в кипятке мукой, растягивают до получения лепёшки круглой или овальной формы и пальцами проводят замкнутую линию, параллельную внешнему краю лепешки, и продольные параллельные линии по центру. Само название «матнакаш» происходит от армянских слов «мат» — палец и «кашел» — тянуть, что можно перевести как «растянутый пальцами».
Матнакаш выпекают и в тонирах (в Нагорном Карабахе, Сюникской области) и в подовых печах (пур) (в Лорийской области, Тавушской области). В отличие от лаваша, который не теряет своих вкусовых качеств в течение длительного времени, матнакаш не предназначен для хранения, его можно хранить только несколько дней.

## Дополнительная информация
Вкусом матнакаша восхищался американский художник Рокуэлл Кент, который дважды посетил Армению в 1960-е годы.
Зачастую в России данный тип армянского хлеба ошибочно называется словом «лаваш», тогда как сам лаваш называется «тонкий лаваш» — это неверно, и правильно называть данный хлеб именно словом «матнакаш».